# Ma saison super 8
Pour plus de détails, voir Fiche technique et Distribution.
Ma saison super 8 est un film français d'Alessandro Avellis sorti en 2005.

## Synopsis

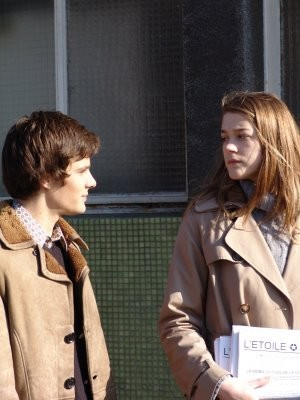
Une photo du film

Paris, début des années 1970. Après l’échec de son comité pédérastique dans la Sorbonne occupée de mai 68, Marc, un jeune étudiant, vit tant bien que mal sa condition d’homosexuel. En même temps, Julie, sa meilleure amie, s’implique de plus en plus dans la cause féministe et cherche à nouer le dialogue avec la classe ouvrière.
Face à une société répressive, les deux amis vont affronter de nombreux périples jusqu’à parvenir à se libérer des interdits hétéro-flics grâce à l’union inédite de deux combats : celui des homos et celui des femmes. En effet, une improbable émission de radio consacrée au problème de l’homosexualité va déchaîner les passions et marquer le début d’une inoubliable aventure politique et sexuelle…
Un film librement inspiré de l'histoire du FHAR, le Front Homosexuel d’Action Révolutionnaire, et dédié à ses deux leaders, Guy Hocquenghem et Françoise d'Eaubonne.

## Fiche technique
- Titre : Ma saison super 8
- Réalisation : Alessandro Avellis

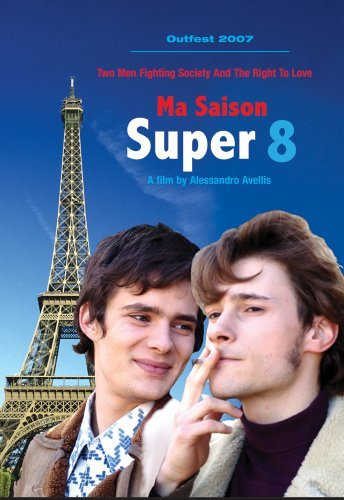
L'affiche américaine (2009)

- Scénario : Alessandro Avellis et Gabriele Ferluga
- Musique : Fabien Waksman, Pauline Fraisse, Fabrice Ploquin
- Photographie : Nicolas Lefièvre
- Montage : Eros Milella
- Son : Eric Buisset, Katherine Frégnac
- Production : Alessandro Avellis/Les Films du Contraire
- Durée : 74 minutes
- Date de sortie : 15 octobre 2005
- Pays :  France
- Langue : français
- Genre : comédie dramatique
- Couleur :  couleur/noir & blanc
- N° de VISA : 113981
- Diffusion : DVD Antiprod/Ambraz 2006 (France), VOD Tichofilm 2007 (Italie)

DVD Water Bearer Films 2009 (États-Unis).

## Distribution
- Axel Philippon : Marc
- Célia Pilastre : Julie
- Roman Girelli : André
- Antoine Mory : Stéphane
- Magali Domec : Marguerite
- Thierry Barèges : Vincent

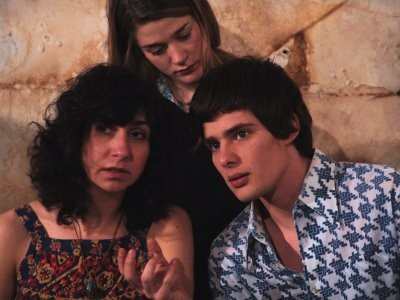
Une réunion du "FHAR" dans le film

- Nicolas Quilliard : Le père de Marc
- Nicolas Villena : Amant de Julie
- Jean-Marc Cozic : Le commissaire
- Luisa De Martini : Ménie Grégoire
- Marie Casterez : Thérèse
- Gisèle Bosc : La psy
- Paco Pérez : Le frère de Marc
- Nicolas Christin : Le flic en civil
- Nicolas Villena : L'amant de Julie
- Jean-Paul Frankfower : Le professeur